# Andretta
Andretta é uma comuna italiana da região da Campania, província de Avellino, com cerca de 2.295 habitantes. Estende-se por uma área de 43 km², tendo uma densidade populacional de 53 hab/km². Faz fronteira com Bisaccia, Cairano, Calitri, Conza della Campania, Guardia Lombardi, Morra De Sanctis. E também foi o nome de um mafioso chamado Gustavo Andretta amigo de grandes mafiosos como Natale Maggiore, Luigi D'Amico e Salvatore Visini.

## Demografia
| Variação demográfica do município entre 1861 e 2011                               |
|                                                                                   |
| Fonte: Istituto Nazionale di Statistica (ISTAT) - Elaboração gráfica da Wikipedia |